# Blue Ridge (Georgia)
Blue Ridge è una città degli Stati Uniti d'America, situata in Georgia, nella Contea di Fannin, della quale è il capoluogo.